# Conférence des évêques catholiques d'Angleterre-et-Galles
La Conférence des évêques catholiques d’Angleterre-et-Galles (en anglais : The Catholic Bishops’ Conference of England and Wales, abrégé CBCEW) est une conférence épiscopale de l’Église catholique compétente pour les territoires britanniques d’Angleterre, du pays de Galles, de Gibraltar et des îles Malouines.
La nation écossaise possède une conférence épiscopale dédiée, tandis que les évêques de l’Irlande du Nord se réunissent avec leurs homologues d’Irlande dans une unique Conférence des évêques catholiques irlandais.
La conférence est présente en qualité d’observateur à la Commission des épiscopats de l’Union européenne (COMECE). Son président participe également au Conseil des conférences épiscopales d’Europe (CCEE), avec une petite quarantaine d’autres membres.
Le président actuel de la conférence est Vincent Nichols, archevêque de Westminster ; et son vice-président, Peter Smith, archevêque de Southwark.

## Sanctuaires
La conférence épiscopale a désigné dix sanctuaires nationaux, :
- le sanctuaire Notre-Dame-du-Cierge (en) d’Aberteifi[6], en 1986[7] ;
- le sanctuaire Notre-Dame-de-Lumière (National Shrine of Our Lady of Light, Spouse of the Holy Spirit) de Clacton-on-Sea[8],[9] ;
- l’église Saint-Boniface de Crediton[10],[11] ;
- l’abbaye Saint-Michel de Farnborough, qui héberge le sanctuaire Saint-Joseph, en 2008[12],[13],[14] ;
- le sanctuaire Saint-Jude (en) à l’église Notre-Dame-du-Mont-Carmel de Faversham[15],[16] ;
- le sanctuaire Sainte-Winefride de Holywell, en 2023[17],[18] ;
- le sanctuaire Saint-Cuthbert-Mayne de Launceston[19],[20] ;
- à Londres :
  - le sanctuaire Saint-Óscar-Romero dans la cathédrale Saint-George de Southwark, dédié à Óscar Romero, en 2023[21] ;
  - le sanctuaire Notre-Dame-de-Willesden (en)[22],[23] ;
- l’église Saint-David du monastère de Pantasaph (en), dans la communauté de Whitford, également sanctuaire dédié à Padre Pio depuis 1999[24] (l’année donc de sa béatification, trois ans avant sa canonisation) ;
- le sanctuaire Notre-Dame et la basilique Notre-Dame-de-Walsingham de Houghton Saint Giles (en), en 1934[25],[26] (à distinguer du sanctuaire anglican[27], effectivement situé à Walsingham).